# Tracción Rail
Tracción Rail es un operador ferroviario español de titularidad privada. Constituye una empresa filial del Grupo AZVI.

## Historia
El 24 de julio de 2006 la sociedad obtuvo la Licencia de Empresa Ferroviaria para el ejercicio de la actividad de transporte ferroviario de mercancías nivel 1, en el que se incluyen las categorías especiales de transporte de mercancías perecederas y transporte de mercancías peligrosas. En 2008 inició su actividad como operador ferroviario privado, realizando el transporte de mercancías por ferrocarril, concretamente en la conexión entre Huelva y Valdetorres (Badajoz), dos puntos entre los que movía semanalmente más de 5.000 toneladas de aceite de palma y biodiésel. En 2009 el ente Adif, que gestiona la red ferroviaria española, amplió el certificado de seguridad de la empresa para operar en la práctica totalidad de la red.
Actualmente presta servicios discrecionales de contenedores, operando principalmente en el corredor Madrid-Valencia, así como otros destinos requeridos por su principal cliente, el transportista Laumar Cargo. Sin embargo, la actividad principal la desarrolla proporcionando la tracción en los trenes de trabajo necesarios en las obras que Azvi realiza para la construcción o reforma de líneas ferroviarias, u otros proyectos de la empresa matriz, como las pruebas del eje OGI de ancho variable.

## Parque Motor
Cuenta con dos locomotoras del modelo Prima DE 32 C de tracción Diésel, fabricadas por Vossloh bajo licencia de Alstom, similares a las adquiridas por Renfe Operadora, Acciona Rail Services y Continental Rail. Están numeradas como 333.384 y 333.385. Del mismo modo, posee dos locomotoras de la serie 319, numeradas como 319.324 y 319.335, de 1975 CV de potencia. Mismamente posee en régimen de alquiler a Renfe-Rosco la locomotora 319.212 conocida como "retales", con su característico frontal distinto al resto de la serie, a la que se suman ocasionalmente otras locomotoras de la subserie 319.4.